# 八木春樹
八木 春樹（やぎ はるき、1871年8月6日（明治4年6月20日） - 1943年（昭和18年）1月25日）は、明治から昭和前期の実業家、政治家。貴族院多額納税者議員。旧姓・長野。

## 経歴
伊予国越智郡今治町（現愛媛県今治市）で、長野謙吉の弟として生まれる。1892年（明治25年）12月、素封家、酒造業・八木守三郎の養子となり、1911年（明治44年）2月に家督を相続した。
1904年（明治37年）以降、愛媛県越智郡酒造組合長、四国酒造連合会評議員、愛媛県酒造組合連合会会長、同県商工団体連合会副会長、今治商業銀行取締役、伊予相互貯蓄銀行取締役、今治清酒取締役、愛媛水力電気監査役、伊予鉄道電気監査役などを務めた。
政界では、1911年9月、愛媛県会議員に当選し、1923年（大正12年）9月まで3期在任し、同県参事会員も務めた。1920年（大正9年）今治市制施行により市会議長に就任し1928年（昭和3年）まで2期務めた。
1925年（大正14年）憲政会の推薦で貴族院多額納税者議員に互選され、同年9月29日から1932年（昭和7年）9月28日まで在任した。在任中は同成会に所属した。

## 親族
- 妻 八木シヅヨ（養父長女）[1][2]